# Patricio Máximo Sardelli
Patricio Máximo Sardelli (Don Torcuato, 26 de enero de 1986) es un músico argentino conocido por ser el vocalista, guitarrista y tecladista de la banda Airbag, conformada junto a sus hermanos Guido y Gastón Sardelli.

## Biografía
Patricio Máximo Sardelli nació el 26 de enero de 1986 en Don Torcuato, Tigre, Buenos Aires, Argentina.
Sus padres son Gastón Sardelli y Alicia Beatriz, y fue criado al lado de sus hermanos Guido y Gastón.
Desde muy pequeño se sintió atraído por la música, gracias a que su abuela le enseño a cantar tango. Desde niño se lo vio cantando tango en varios programas de Canal_9_(Buenos_Aires) como en Grandes Valores de Silvio Soldán y Hola Susana! de Susana Giménez. 

### Comienzos
Los comienzos de Airbag se remontan a cuando su hermano Gastón, formó una banda con sus amigos, quienes realizaban los ensayos en su casa. Pero cuando estos terminaban, Patricio y Guido se acercaban a probar los instrumentos descubriendo cual les gustaba más.
Gastón tocaba el bajo, Patricio la guitarra y Guido la batería, así se formó lo que sería la génesis de Airbag, nombrandose "Los Nietos de Chuck" por su fanatismo por Chuck Berry.
Comenzaron a actuar en bares, pubs y con cada actuación adquirieron mucha experiencia.

### Airbag
Patricio comienza a componer sus propios temas y los tres le buscan un ritmo para poder darle vida a una nueva canción. Al tener varios temas creados graban un demo que reparten en todo sitio donde los reciben. 
Pronto el demo es escuchado por gente de la compañía Warner, la que les da la oportunidad de hacer su primera producción discográfica.
y los hermanos tuvieron que elegir un nombre para la banda, y eligieron Airbag.
Desde sus comienzos, Airbag alcanzó popularidad rápidamente, siendo un total éxito y galardonados 2 veces.
Las influencias de la banda de rock Airbag fueron bandas hard rock como Rata Blanca, Deep Purple, Guns n´Roses, Aerosmith, Bon Jovi, Van Halen, Iron Maiden, Muse y Rammstein.
Además de ser la voz principal y el frontman de la banda, es autor de muchas de las canciones que se convirtieron en éxitos con el paso del tiempo.

## Discografía

### Airbag
- 2004: Airbag
- 2006: Blanco y negro
- 2008: Una hora a Tokyo
- 2011: Vorágine
- 2013: Libertad
- 2016: Mentira la verdad
- 2021: Al parecer todo ha sido una trampa
- 2025: El club de la pelea